# Национална награда на ГДР
„Националната награда на ГДР“ (на немски: Nationalpreis der DDR) е отличие в Германската демократична република, което се присъжда в три степени за „изтъкнати трудове в областта на науката и техниката, значителни математически и природонаучни открития, въвеждане на нови трудови и производствени методи“ или за „изтъкнати творби и постижения в областта на изкуството и литературата“.
Първата степен на Националната награда е свързана с парична сума от 100 000, втората – с парична сума от 50 000 и третата – с парична сума от 25 000 източногермански марки.
Възможно е многократното отличаване на един и същи носител на наградата.
„Националната награда на ГДР“ няма общо с „Националната награда на Германия“.

## Носители на наградата за изкуство и литература (подбор)

### Първа степен
- Хайнрих Ман, Йоханес Р. Бехер (1949)
- Йоханес Р. Бехер, Арнолд Цвайг, Ханс Айслер (1950)
- Бертолт Брехт, Ана Зегерс (1951)
- Ерих Вайнерт (1952)
- Лион Фойхтвангер (1953)
- Леонхард Франк (1955)
- Ханс Айслер (1958)
- Ана Зегерс (1959)
- Хелене Вайгел (1960)
- Криста Волф (1964)
- Ана Зегерс (1971)
- Херман Кант (1973)
- Щефан Хермлин (1975)
- Ервин Щритматер (1976)
- Петер Хакс (1977)
- Херман Кант (1983)
- Ервин Щритматер (1984)
- Хайнер Мюлер (1986)
- Криста Волф (1987)
- Фолкер Браун (1988)

### Втора степена
- Бернхард Келерман, Херман Абендрот (1949)
- Хелене Вайгел (1953)
- Бодо Узе (1954)
- Златан Дудов (1955)
- Златан Дудов (1957)
- Щефан Хайм (1959)
- Петер Хакс, Франц Фюман (1974)
- Ерих Аренд (1983)
- Ева Щритматер (1987)

### Трета степена
- Карл Орф, Ерих Вайнерт (1949)
- Щефан Хермлин, Златан Дудов (1950)
- Петер Хухел (1951)
- Ерих Аренд (1952)
- Ервин Щритматер (1953)
- Щефан Хермлин (1954)
- Ервин Щритматер (1955)
- Франц Фюман (1957)
- Ервин Щритматер (1964)
- Хелмут Прайслер (1971)
- Уве Бергер (1972)
- Анна Томова-Синтова (1974)
- Ирмтрауд Моргнер (1977)
- Карл Микел (1983)
- Хайнц Калау (1985)